# Nhà đèn Chợ Quán

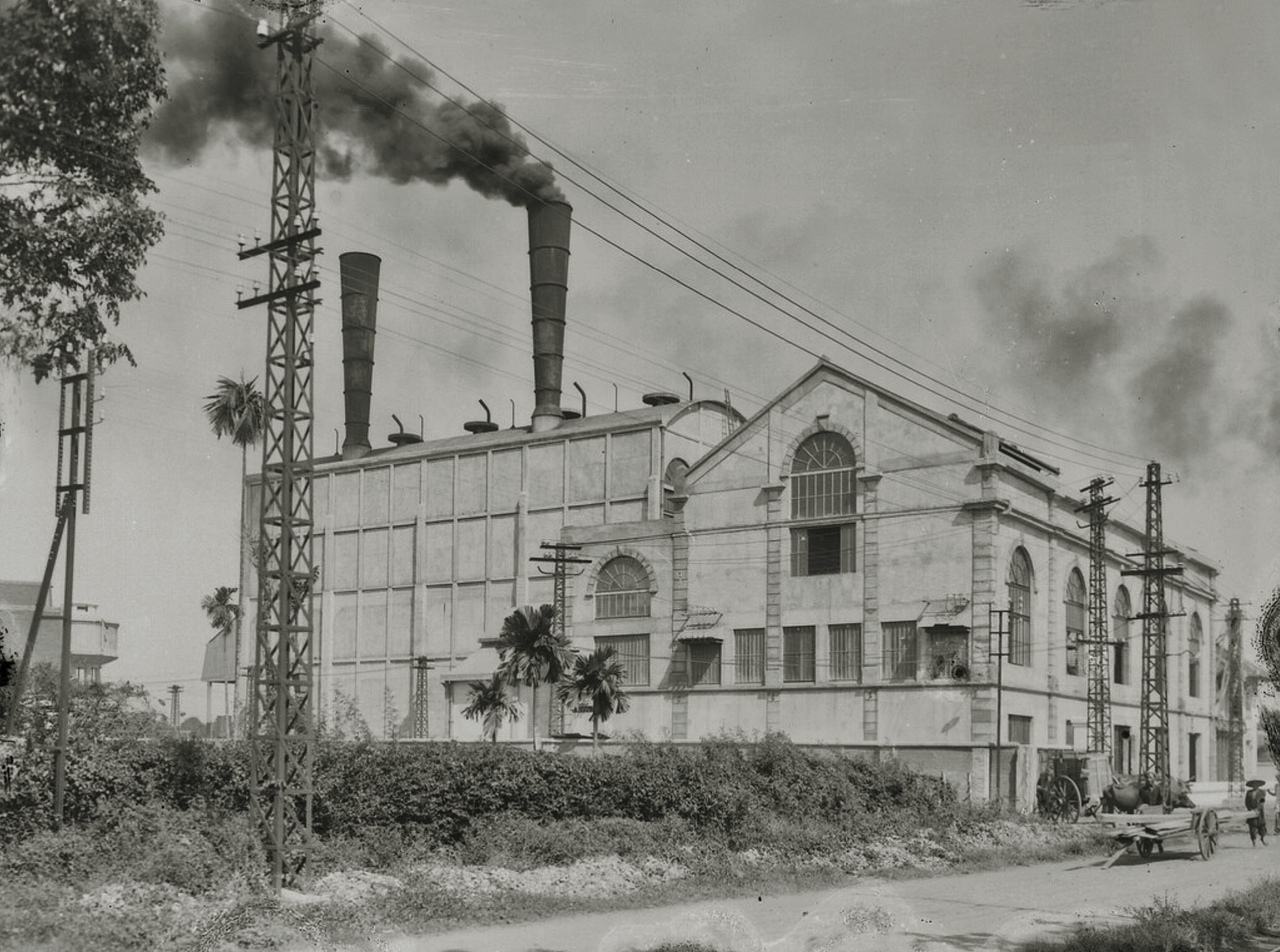
Nhà đèn Chợ Quán vào thập niên 1920

Nhà máy điện Chợ Quán, thường được gọi là Nhà đèn Chợ Quán, là một nhà máy nhiệt điện nằm bên rạch Bến Nghé tại Thành phố Hồ Chí Minh trước đây, từng hoạt động từ năm 1912 đến đầu những năm 2000. Đây là nhà máy điện quan trọng bậc nhất của Sài Gòn – Chợ Lớn xưa, cung cấp năng lượng điện cho khu vực trung tâm thành phố và một số khu vực phụ cận.

## Vị trí
Nhà đèn Chợ Quán nằm ở địa chỉ số 8 Bến Hàm Tử, nay là khu đất 628–630 đường Võ Văn Kiệt, Phường 1, Quận 5 (nằm giữa hai cây cầu là cầu Chữ Y và cầu Nguyễn Văn Cừ hiện nay).

## Lịch sử
Vào năm 1897, Sài Gòn đã có nhà máy điện đầu tiên nằm trên đường Nationale, nay là đường Hai Bà Trưng ngay phía sau Nhà hát Thành phố (vị trí trụ sở Tổng công ty Điện lực miền Nam hiện nay). Tuy nhiên lúc bấy giờ điện chỉ dùng để thắp sáng đường phố và các công thự thuộc phạm vi khu trung tâm thành phố.
Năm 1912, Công ty Điện Nước Đông Dương (Compagnie des Eaux et d'Electricité de l'Indochine, viết tắt là CEE) đưa vào sử dụng nhà máy điện trung tâm đặt tại Chợ Quán, ngay vị trí giáp ranh hai thành phố Sài Gòn và Chợ Lớn, tuy nhiên do có một thiết bị phát điện bị lỗi nên nhà máy chưa thể vận hành trơn tru. Một năm sau, sự cố được khắc phục, nhà máy điện Chợ Quán đã có thể cung cấp điện cho toàn bộ thành phố Sài Gòn, thành phố Chợ Lớn, hai khu vực Tân Sơn Nhứt, Phú Thọ và tỉnh lỵ Gia Định. Theo tờ báo La Presse coloniale illustrée năm 1927, nhà máy điện Chợ Quán có công suất 7.000 CV (tương đương 5.000 kW), gồm máy phát điện xoay chiều với tua bin, tạo ra dòng điện ba pha 7.000 V.
Đến thời Việt Nam Cộng hòa, tại miền Nam chính quyền cho mở rộng nhà máy điện Chợ Quán và xây dựng thêm hai nhà máy nhiệt điện Thủ Đức, Trà Nóc (Cần Thơ). Cuối năm 1974, công suất nhà máy nhiệt điện Chợ Quán đạt 55 MW. Sau năm 1975, nhà đèn Chợ Quán tiếp tục là nơi cung cấp điện cho khu vực nội thành Thành phố Hồ Chí Minh cho đến cuối thế kỷ 20. Đầu thập niên 2000, nhà đèn ngừng phát điện do thành phố chủ trương di chuyển các cơ sở công nghiệp trong nội thành ra ngoại ô. Năm 2012, nhà đèn hoàn toàn chấm dứt hoạt động.
Năm 2008, Thành phố Hồ Chí Minh đã quyết định quy hoạch khu đất của nhà đèn (rộng 6,5 ha) thành Khu phức hợp văn phòng – trung tâm thương mại – khách sạn – căn hộ. Năm 2022, thành phố cho xây dựng một bia tưởng niệm tại khu đất số 628–630 Võ Văn Kiệt, nội dung văn bia ghi lại lịch sử nhà đèn Chợ Quán và một số sự kiện cách mạng tại nhà đèn. Công trình này được khánh thành vào ngày 21 tháng 12 năm 2022.